# Râul Vâlcea
Râul Vâlcea este un afluent al râului Arieșul Mare. 

## Hărți
- Harta județul Alba
- Harta munții Apuseni
- Harta munții Bihor-Vlădeasa  Arhivat în 9 iunie 2008, la Wayback Machine.
- Harta Munții Bihor]